# Altella orientalis
Espèce
Altella orientalis est une espèce d'araignées aranéomorphes de la famille des Argyronetidae.

## Répartition
Cette espèce est endémique de Hongrie. Elle se rencontre vers le Sas-hegy.

## Description
La carapace du mâle syntype mesure 0,61 mm de long sur 0,43 mm et l'abdomen 0,66 mm de long sur 0,54 mm et la carapace de la femelle syntype 0,58 mm de long sur 0,40 mm et l'abdomen 0,82 mm de long sur 0,49 mm.

## Systématique et taxinomie
Cette espèce a été décrite par Balogh en 1935.

## Publication originale
- Balogh, 1935 : A Sashegy pokfaunaja. Budapest, p. 1-60.